# Ржевский, Владимир Петрович
Влади́мир Петро́вич Рже́вский (19 июля 1987, Железноводск, Ставропольский край, РСФСР, СССР) — российский футболист, защитник.

## Биография
Начал играть в школе пятигорского «Машука». В 2004—2006 годах выступал в первенстве ЛФЛ за «Мастер-Сатурн» Егорьевск и «Энергию» Шатура. В 2007 выступал за клуб 3-го финского дивизиона «Якобстад».
Двукратный чемпион Белоруссии (2008, 2009) в составе борисовского БАТЭ. Включался в список 22 лучших футболистов чемпионата (2008).
В августе 2010 года был заявлен за самарские «Крылья Советов». В 2010 провёл 6 матчей в молодёжном первенстве России. В 24 года завершил карьеру из-за травмы колена.